# Flatidae

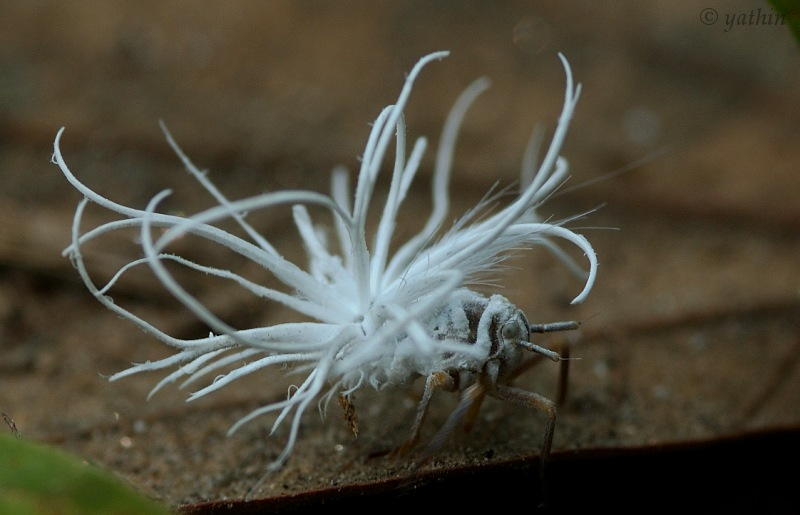
Ninfa de flátido Assam, India

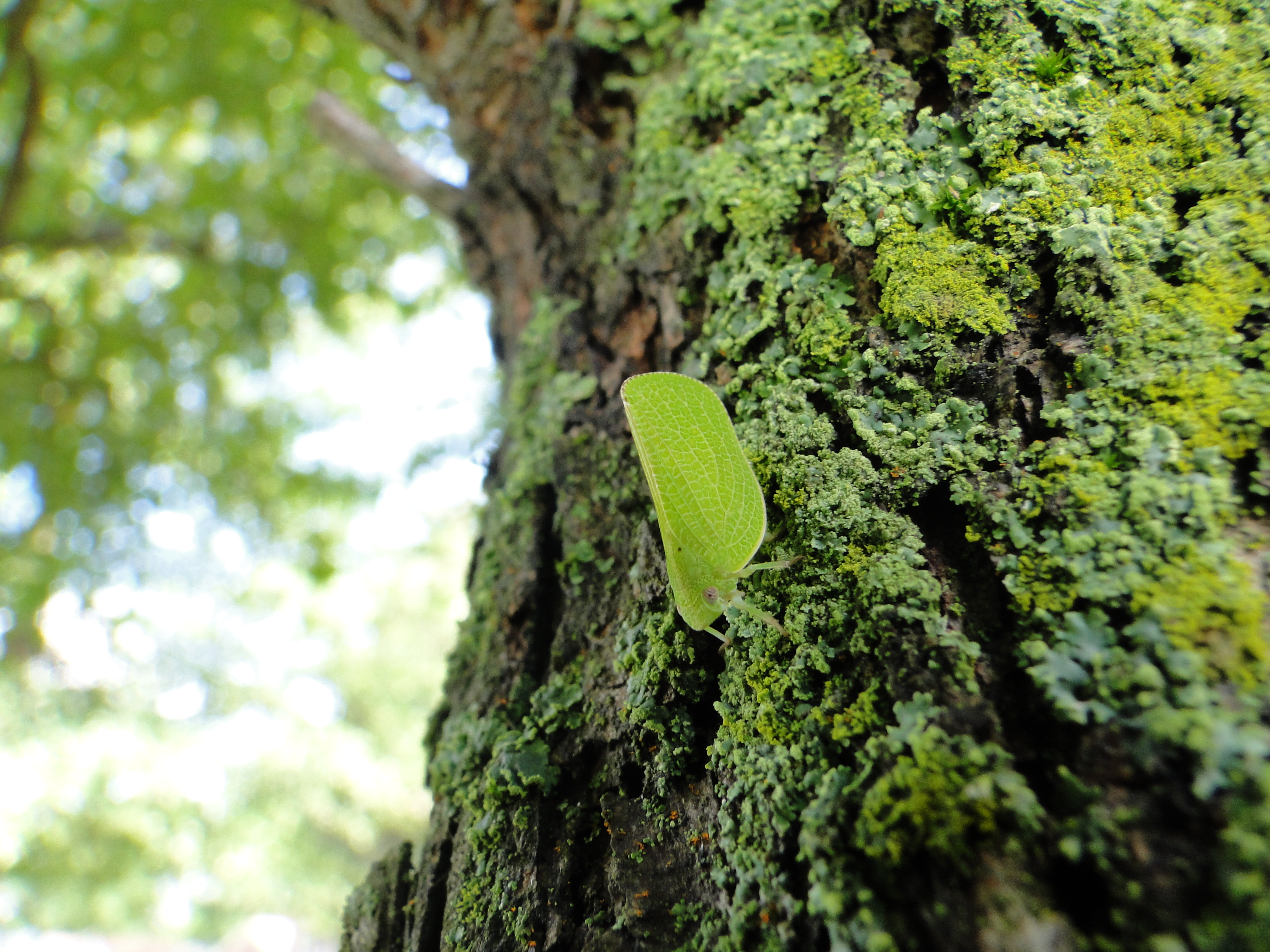
Adulto, St. Louis, Misuri

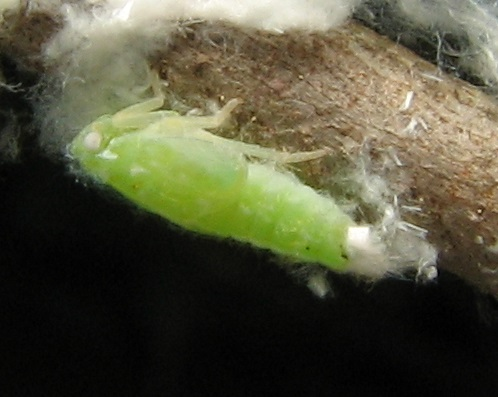
Ormenoides venusta ninfa

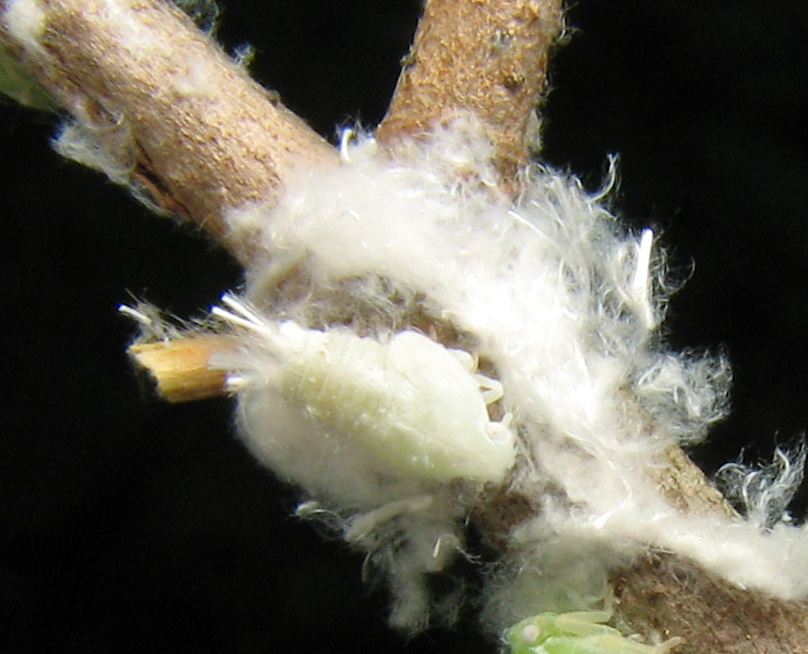
Metcalfa pruinosa, ninfa

Flatidae es una familia de hemípteros auquenorrincos de distribución mundial.
Se distinguen de otros miembros de la superfamilia Fulgoroidea por la presencia de una vena submarginal en las alas que corre paralela al borde del ala. Las ninfas producen secreciones cerosas lanudas, no paralelas en forma de pincel como las especies de la familia Issidae. Los adultos de algunas especies tienen colores brillantes en las alas anteriores que suelen ser endurecidas, mientras que las alas posteriores son membranosas y sirven para el vuelo. Algunas especies pueden ser identificadas por sus colores, pero otras requieren disección bajo el microscopio y acceso a las claves correspondientes.
La venación de las alas es característica en que las venas de la región anal son nudosas y la región costal tiene muchas venas transversales. Las antenas son chicas; el primer segmento tiene forma de collar y es pequeño, el segundo segmento es más largo y termina en un abultamiento; el flagelo emerge de este. Tienen dos ocelos.
Al igual que otros miembros de la superfamilia chupan el floema de las plantas. Se sabe que algunas especies se comunican entre sí por vibraciones de los tallos de las plantas. La comunicación puede ser entre los sexos opuestos o con hormigas que las protegen y a quienes proporcionan sus desechos de rocío de miel.
Hay dos subfamilias. En la subfamilia Flatinae el cuerpo de los adultos está aplanado lateralmente y la tegmina (alas anteriores) forma un techo a dos aguas. En Flatoidinae el cuerpo no está aplanado lateralmente y la tegmina no tiene forma de techo a dos aguas, sino que a veces se mantiene en forma horizontal.

## Géneros
Hay 1450 especies en alrededor de 300 géneros. Géneros incluidos:
- Acanthoflata Fennah, 1947
- Acrophaea Melichar, 1901
- Acutisha Medler, 1991
- Adelidoria Metcalf, 1952
- Adexia Melichar, 1901
- Aflata Melichar, 1901
- Afrexoma Fennah, 1976
- Afrocyarda Fennah, 1965
- Afrodascalia Fennah, 1958
- Afrophantia Fennah, 1958
- Afrormenis Fennah, 1958
- Afroseliza Fennah, 1961
- Alcaxor Fennah, 1947
- Amasha Medler, 1992
- Anadascalia Melichar, 1923
- Anatracis Fennah, 1958
- Anaya Distant, 1906
- Anggira Distant, 1906
- Anidora Melichar, 1901
- Anormenis Melichar, 1923
- Anthoflata Fennah, 1947
- Antillormenis Fennah, 1942
- Anzora Medler, 1986
- Aphanophantia Kirkaldy, 1906
- Apolexis Jacobi, 1936
- Arelata Stål, 1862
- Atella Stål, 1866
- Atracis Stål, 1866
- Atracodes Melichar, 1902
- Aulophorina Strand, 1928
- Austrodascalia Fletcher, 1988
- Bahuflata Dlabola, 1979
- Barsac Fletcher, 1988
- Betracis Medler, 1988
- Bochara Distant, 1906
- Boretsis Medler, 1996
- Brysora Medler, 2000
- Budginmaya Fletcher & Moir, 2009
- Burnix Medler, 1988
- Byllis Stål, 1866
- Byllisana Metcalf & Bruner, 1948
- Bythopsyrna Melichar, 1901
- Caesonia Stål, 1866
- Calauria Stål, 1866
- Cameruniola Strand, 1928
- Capistra Fennah, 1947
- Carthaeomorpha Melichar, 1901
- Catracis Medler, 1988
- Cenestra Stål, 1862
- Cerfennia Stål, 1870
- Cerynia Stål, 1862
- Chaetormenis Melichar, 1923
- Chaturbuja Distant, 1906
- Circumdaksha Distant, 1910
- Cisatra Melichar, 1923
- Colgar Kirkaldy, 1900
- Colgaroides Distant, 1910
- Colobesthes Amyot & Serville, 1843
- Comnar Medler, 1988
- Conflata Schmidt, 1912
- Copsyrna Stål, 1862
- Cromgar Medler, 2000
- Cromna Walker, 1857
- Cromnella Fennah, 1969
- Cryomna Medler, 2000
- Cryptobarsac Fletcher & Moir, 2002
- Cryptoflata Melichar, 1901
- Cyarda Walker, 1858
- Cyphopterum Melichar, 1905
- Daeda Banks, 1910
- Daksha Distant, 1906
- Dakshiana Metcalf & Bruner, 1948
- Dalapax Amyot & Serville, 1843
- Danavara Distant, 1906
- Dascalia Stål, 1862
- Dascalina Melichar, 1902
- Dascaliomorpha Melichar, 1923
- Dascanga Medler, 2000
- Decipha Medler, 1988
- Delostenopium Jacobi, 1928
- Demina Medler, 2000
- Dendrona Melichar, 1923
- Deocerus Metcalf & Bruner, 1948
- Derisa Melichar, 1901
- Dermoflata Melichar, 1901
- Desanta Medler, 2000
- Diastracis Medler, 1988
- Doria Melichar, 1901
- Doriana Metcalf, 1952
- Dworena Medler, 1986
- Epormenis Fennah, 1945
- Erotana Medler, 2000
- Eudascalia Melichar, 1923
- Eugyaria Synave, 1962
- Euhyloptera Fennah, 1945
- Eumelicharia Kirkaldy, 1906
- Euphanta Melichar, 1901
- Eurima Melichar, 1901
- Eurocalia Van Duzee, 1907
- Eurocerus Metcalf, 1945
- Euryphantia Kirkaldy, 1906
- Euryprosthius Karsch, 1890
- Exoma Melichar, 1902
- Falcophantis Fletcher, 1988
- Farona Melichar, 1901
- Flata Fabricius, 1798
- Flataloides 1938
- Flatarina Metcalf & Bruner, 1948
- Flatarissa Metcalf & Bruner, 1948
- Flatida White, 1846
- Flatidissa Metcalf, 1952
- Flatina Melichar, 1901
- Flatiris Fennah, 1947
- Flatoides Guérin-Méneville, 1844
- Flatoidessa Melichar, 1923
- Flatoidinus Melichar, 1923
- Flatomorpha Melichar, 1901
- Flatopsis Melichar, 1902
- Flatoptera Melichar, 1901
- Flatormenis Melichar, 1923
- Flatosaria Melichar, 1923
- Flatosoma Melichar, 1901
- Flatula Melichar, 1901
- Franciscus Distant, 1910
- Gaja Distant, 1906
- Garanta Medler, 2000
- Geisha Kirkaldy, 1900
- Geraldtonia Distant, 1910
- Giselia † Haupt, 1956
- Gomeda Distant, 1906
- Grapaldus Distant, 1914
- Gyaria Stål, 1862
- Gyariella Schmidt, 1924
- Gyarina Melichar, 1901
- Hameishara Linnavuori, 1973
- Hansenia Melichar, 1901
- Hesperophantia Kirkaldy, 1904
- Hilavrita Distant, 1906
- Humgar Medler, 2000
- Hyphancylus Fowler, 1904
- Hypsiphanta Jacobi, 1928
- Idume Stål, 1866
- Ijagar Medler, 2000
- Ilesia Fennah, 1942
- Insulume Medler, 1999
- Ityraea Stål, 1866
- Jamella Kirkaldy, 1906
- Juba Jacobi, 1901
- Karrama Medler, 1988
- Kayania Distant, 1910
- Ketumala Distant, 1906
- Lasura Medler, 1992
- Latois Stål, 1866
- Lawana Distant, 1906
- Lechaea Stål, 1866
- Lecopia Medler, 1991
- Lemaria Medler, 1988
- Leptodascalia Melichar, 1923
- Leptormenis Melichar, 1923
- Lesabes Medler, 1988
- Lichena Melichar, 1901
- Lichenopsis Schmidt, 1912
- Locrona Fennah, 1945
- Madoxychara Stroinski & Swierczewski, 2013
- Malleja Medler, 1990
- Massila Walker, 1862
- Melicharia Kirkaldy, 1900
- Melichitona Metcalf, 1952
- Melormenis Metcalf, 1938
- Melormenoides Metcalf, 1954
- Menora Medler, 1999
- Mesophantia Melichar, 1901
- Metcalfa Caldwell & Martorell, 1951
- Meulona Zia, 1935
- Microflata Melichar, 1901
- Mimophantia Matsumura, 1900
- Miniscia Medler, 1991
- Mistaria Medler, 1988
- Mistharnophantia Kirkaldy, 1907
- Monoflata Melichar, 1923
- Mosiona Melichar, 1923
- Nakta Distant, 1906
- Narowalenus Shakila, 1991
- Neocalauria Synave, 1957
- Neocerus Melichar, 1901
- Neocromna Distant, 1910
- Neodaksha Distant, 1910
- Neoflata Melichar, 1923
- Neomelicharia Kirkaldy, 1903
- Neosalurnis Distant, 1910
- Neosephena Medler, 2000
- Neovariata Shakila, 1984
- Nephesa Amyot & Serville, 1843
- Nivalios Zhang, Peng & Wang, 2011
- Nullina Medler, 1991
- Ormenana Metcalf & Bruner, 1948
- Ormenaria Metcalf & Bruner, 1948
- Ormenina Fennah, 1947
- Ormenis Stål, 1862
- Ormenoflata Melichar, 1923
- Ormenoides Melichar, 1923
- Ortracis Medler, 1996
- Oryxa Melichar, 1901
- Panormenis Melichar, 1923
- Papuanella Distant, 1914
- Paracalauria Synave, 1962
- Paracromna Melichar, 1901
- Paradaksha Distant, 1910
- Paradascalia 1938
- Paraflata Melichar, 1901
- Paraflatoides Melichar, 1923
- Paraflatoptera Lallemand, 1939
- Paragomeda Distant, 1914
- Paraketumala Distant, 1912
- Paranotus Karsch, 1890
- Paraseliza Melichar, 1923
- Parasiphanta Fletcher, 1988
- Paratella Melichar, 1901
- Paroxychara Lallemand & Synave, 1951
- Parthenormenis Fennah, 1949
- Pauliana Lallemand, 1950
- Perinetella Synave, 1956
- Persepolia Dlabola & Safavi, 1972
- Petrusa Stål, 1862
- Phaedolus Karsch, 1890
- Phaiophantia Lindberg, 1958
- Phalaenomorpha 1843
- Phantia Fieber, 1866
- Phantiopsis Melichar, 1905
- Phlebopterum Stål, 1854
- Phromnia Stål, 1862
- Phylliana Metcalf, 1952
- Phyllodryas Kirkaldy, 1913
- Phyllyphanta Amyot & Serville, 1843
- Phymoides Distant, 1910
- Planata Medler, 1999
- Planodascalia Metcalf & Bruner, 1948
- Poeciloflata Melichar, 1901
- Poeciloptera Latreille, 1804
- Poekilloptera Latreille, 1796
- Porophloeus Melichar, 1902
- Psenoflata Fennah, 1947
- Pseudodascalia Melichar, 1923
- Pseudoflatoides Metcalf, 1938
- Pseudoryxa Schmidt, 1904
- Pseudoseliza Peng, Wang & Zhang, 2010
- Pulaha Distant, 1906
- Pulastya Distant, 1906
- Rabocha Melichar, 1923
- Rhinophantia Melichar, 1901
- Rhynchopteryx Van Duzee, 1914
- Ricanoflata Melichar, 1923
- Riculiflata Fennah, 1947
- Riodeorolix Lindberg, 1956
- Sabaethis Jacobi, 1916
- Salurnis Stål, 1870
- Samcerus Medler, 1993
- Sanurus Melichar, 1901
- Satapa Distant, 1906
- Saurana Medler, 1992
- Scarpanta Stål, 1862
- Scarpantina Melichar, 1901
- Scarposa Uhler, 1895
- Scarpuna Medler, 2006
- Seliza Stål, 1862
- Sephena Melichar, 1901
- Shadaka Medler, 2000
- Siphanta Stål, 1862
- Siscia Stål, 1870
- Soares Stroinski & Swierczewski, 2012
- Somisha Medler, 1991
- Sosephena Medler, 1990
- Staliana Medler, 1988
- Stenocyarda Fennah, 1965
- Stenume Medler, 1999
- Summanus Distant, 1916
- Talopsus Medler, 1989
- Taparella Medler, 1989
- Tejasa Distant, 1906
- Tetraceratium Muir, 1924
- Tisia Dlabola, 1981
- Tormenis Medler, 1999
- Trisephena Medler, 1990
- Ulundia Distant, 1910
- Umidena Medler, 1992
- Unnata Distant, 1906
- Urana Melichar, 1901
- Utakwana Distant, 1914
- Uxantis Stål, 1870
- Uysanus 1908
- Walena Medler, 1999
- Zarudnya Melichar, 1901
- Zecheuna Zia, 1935